# Новый завет и мифология
«Новый завет и мифология» (нем. «Neues Testament und Mythologie») — теологический трактат лютеранского теолога Рудольфа Бультмана (1941), в котором изложена концепция демифологизации Евангелий.

## Содержание
Бультман соглашается с рационалистической критикой Библии в том, что многие её события описаны как мифы, а значит они недостоверны для современного человека, ибо мифологическая картина мира ушла в прошлое. Призыв к вере не должен, по мысли Бультмана, навязывать устаревшие представления, ибо Библия содержит истину, которая шире мифологии. Мифология — это донаучная картина мира, которая в наши дни побеждена наукой.
Бультман подробно останавливается на том, какова должна быть демифологизация. Он отвергает крайности: сохранить мифологию и сделать керигму (содержание) неясным и отвергнуть мифологию вместе с керигмой. Свой путь «либеральной теологии» он возводит к аллегорическим толкованиям Писания, которые противопоставляли «ядро и скорлупу». Однако здесь была опасность сведения керигмы к моральной проповеди. Предпринимая попытку экзистенциального толкования Евангелий, Бультман замечает, что Иисус двойственен: он мифологичен и историчен одновременно.

## Цитаты
- Мифическая картина мира не содержит ничего специфически христианского.
- «Небеса» более не существуют.
- Миф должен интерпретироваться не космологически, но антропологически вернее, экзистенциально.
- Христианская вера не есть религиозный идеализм.
- Распинание «страстей и похотей» включает в себя преодоление страха, стремления избежать страданий и ведет к освобождению от мира через страдание, поскольку добровольное принятие страданий.

## Издание
- Бультман Р. Новый Завет и мифология. Проблема демифологизации новозаветного провозвестия (Пер. с нем. Г. В. Вдовиной) // Социально-политическое измерение христианства. — М.: Наука, 1994. — С. 302—339.